# Учур
Учу̀р (на якутски: Төмтөөн) е река в Азиатската част на Русия, Източен Сибир, Хабаровски край (527 km) и Република Якутия (Саха) (285 km), десен приток на Алдан. Дължината ѝ е 812 km, която ѝ отрежда 65-о място по дължина сред реките на Русия.
Река Учур води началото си от седловината разделяща Становия хребет на запад от хребета Джугджур на изток и североизток, на 1486 m н.в., в централната част на Хабаровски край. По цялото си протежение реката тече в планински местности, основно по източната част на Алданската планинска земя. Наклонът на реката се изменя от 6,5 в горното до 0,3-0,4‰ в долното течение, като само в първите 60 km денивелацията е близо 500 m. В първите 140 km долината на реката е тясна, без заливна тераса, а руслото ѝ е с типичен планински характер: с голям наклон, бързо течение (1,5-1,8 m/s)), прагове, скали и големи камъни.
Следващите 150 km (от 672 до 520 km от устието) Учур тече сред ниски залесени планини, като долината ѝ се разширява до 3-6 km, появява се заливна заблатена тераса, в която реката меандрира, разделя се на ръкави, а скоростта на течението намалява до 1,1-1,3 m/s.
След устието на река Уян (при 520 km) Учур отново навлиза в планински район, като долината ѝ се стеснява до 80-640 m, със стръмни скалисти склонове, а руслото на реката е предимно праволинейно. Между устията на реките Гекан (при 430 km) и Хайкан (при 375 km) Учур проломява хребета Лурикан, като в този участък долината ѝ е с ширина едва 100-200 m, а дълбочината – от 700 до 1000 m под околния терен. По течението отново се появяват скали, камъни и прагове, наклонът се увеличава до 2,14‰, а скоростта нараства. След устието на най-големия си приток река Гонам (от тук реката навлиза в Якутия) в последните 266 km Учур става пълноводна река с ширина на коритото от 250 до 350 m, но долината ѝ остава сравнително тясна и дълбока, със стръмни склонове. Влива отдясно в река Алдан, при нейния 1208 km, на 180 m н.в., при посьолок Чагда, Република Якутия (Саха).
Водосборният басейн на Учур има площ от 113 хил. km2, което представлява 15,5% от водосборния басейн на река Алдан и се простира в югоизточната част на Република Якутия (Саха) и северозападната част на Хабаровски край. В басейна на реката има 450 реки с дължина над 10 km и 4863 малки езера с обща площ от 190 km2.
Границите на водосборния басейн на реката са следните:
- на запад – водосборните басейни на реките Улахан-силигиля, Угун и Тимптон, десни притоци на Алдан;
- на изток – водосборните басейни на реките Дянда и Мая, десни притоци на Алдан;
- на юг – водосборните басейни на реките Уда и Амур, вливащи се в Охотско море.

Река Учур получава 141 притока с дължина над 10 km, като 6 от тях са с дължина над 100 km:
- 599 ← Улкан 111 / 1529
- 520 → Уян 233 / 6370
- 375 → Хайкан 150 / 2030
- 354 → Тиркан 238 / 7280
- 266 → Гонам 686 / 55600
- 189 → Гиним 297 / 15100

Подхранването на реката е смесено, като дъждовното с малко превишава снежното. Режимът на оттока се характеризира с високо пролетно пълноводие (май в горното и юни в долното течение) и епизодични, но много високи летни прииждания в резултат на проливни дъждове. Среден годишен отток в долното течение 1250 m3/s, което като обем се равнява на 39,451 km3/год, максимален 21600 m3/s, есенен 372 m3/s, зимен 16,9 m3/s. Ледовете по течението на Учур започват да се появяват през втората десетдневка на октомври и средно до средата на ноември реката замръзва. Замръзването продължава около 222 дни. Окончателно се размразява през третата десетдневка на май.
По течението на реката няма постоянни населени места. В устието се намира посьолок Чагда.
Река Учур е плавателна на 160 km от устието. Планира се изграждането на каскада от два ВЕЦ-а на територията на Република Якутия (Саха) – Средноучурска ВЕЦ и Долноучурска ВЕЦ.
По време на пътуването си към река Амур през лятото на 1643 г. руският първопроходец Василий Поярков пръв се изкачва нагоре по реката до устието на левия ѝ приток Гонам и прави първото ѝ описание. През 1844 г. руският учен Александър Мидендорф по време на експедицията си в Източен Сибир проследява цялото течение на реката и прави първото ѝ сравнително точно картиране.